# Ef: A Fairy Tale of the Two
Ef: A Fairy Tale of the Two — общее название серии компьютерных игр в жанре визуальный роман, разработанных компанией Minori. Первая игра серии, Ef: The First Tale., была выпущена 22 декабря 2006 года, вторая — Ef: The Latter Tale. — 30 мая 2008 года. Открывающее видео к игре было создано Макото Синкаем, музыка создавалась преимущественно композитором Тэммоном. Женские персонажи были нарисованы Нару Нанао, а мужские — 2C Galore.
Ещё до выхода первой игры в японском сёнэн-журнале Dengeki Comic Gao! начала публикацию одноимённая манга, созданная Дзюри Мияби (впоследствии публикация была перенесена в Dengeki Daioh). Роман лайт-новел публиковался в издании Comptiq с июля 2006 года по июль 2008 года. 12-серийное аниме, названное Ef: A Tale of Memories. («Эф — история воспоминаний») было снято на студии Shaft и транслировалось с 7 октября 2007 года на телеканале Chiba TV. Спустя год, студией Shaft публике был представлен второй сезон аниме, названный Ef: A Tale of Melodies. («Эф — история мелодий»), в котором были даны ответы на многие вопросы, возникшие при просмотре Истории воспоминаний. Показ пришёлся на период между октябрём и декабрём 2008 года.
26 сентября 2010 года стало известно о том, что компания MangaGamer приобрела лицензию на выпуск визуального романа на английском языке; партнёрами компании выступили члены переводческой группы No Name Losers. Холдинговая компания Sentai Filmworks лицензировала оба аниме-сериала.

## Игровой процесс
Геймплей требует от игрока некоторого взаимодействия, основную часть игрового времени занимает обычное прочтение появляющегося на экране текста, отражающего либо диалог между персонажами, либо размышления главного героя. У игрока есть возможность взять на себя роль одного из четырёх персонажей: двое доступны в Ef: The First Tale, и ещё двое — в Ef: The Latter Tale. Каждый протагонист состоит в паре с одной из героинь, и каждый сценарий обоих романов (в версиях для ПК) включает в себя эротические сцены, удалённые из версии игры для PlayStation 2.
Время от времени игроку предстоит делать выбор из нескольких вариантов. В такие моменты игра приостанавливается, и в зависимости от принятого решения сюжет будет развиваться в определённом направлении. Всего имеется 4 сюжетных линии для каждой из 4 героинь. Для просмотра всей истории игру необходимо переиграть несколько раз, принимая различные решения на одном и том же моменте. В случае принятия игроком неверных решений игра заканчивается досрочно.
Для игры Ef компания Minori сделала попытку создать подобие кинофильма — в романе было использовано множество двумерных рисунков, которые представлены с различных ракурсов. Вместо прямого отображения персонажа в центре фонового экрана изображения персонажей в Ef отдалены от центра и появляются ближе к возникновению на экране «событийного» электронного рисунка (CG). Такие рисунки появляются только в определённые сюжетные моменты; они более детализованы и насыщены по сравнению с остальными.

## Сюжет
История Ef: A Fairy Tale of the Two поделена на две части. Первая часть под названием Ef: The First Tale включает в себя сюжетные линии Хиро Хироно, Мияко Миямуры, Кёсукэ Цуцуми, Кэй Синдо и Юко Амамии. Она состоит из пролога и двух основных глав, главной героиней первой главы выступает Мияко, во второй главной героиней является Кэй. Вторая часть истории Ef: The Latter Tale повествует о Рэйдзи Асо, Тихиро Синдо, Сюити Кудзэ, Мидзуки Хаяме и Ю Химуре. История включает в себя две главы и эпилог, основными персонажами выступают Тихиро и Мидзуки (в третьей и четвёртой главах соответственно). Вместе эти две части образуют всеобъемлющий сюжет романа Ef: A Fairy Tale of the Two. История разворачивается в городе Отова (яп. 音羽).

### Ef: The First Tale
Пролог
Юко Амамия, таинственная девушка, одетая как монахиня, и Ю Химура, таинственный джентльмен, появляющийся в церкви, встречаются в церкви во время Рождества. Несмотря на одежду, Юко не имеет никакого отношения к церкви. Она всегда появляется из ниоткуда, чтобы поговорить с Хиро или другими персонажами и дать им совет, и также быстро исчезает. Юко и Ю вместе вспоминают о событиях, произошедших в прошлом году приблизительно в то же время, когда начинается первая глава истории. Юко намекает на то, что всё произошедшее было разъяснено в Ef: A Fairy Tale of the Two. После завершения первой и второй глав вновь показывается разговор между Юко и Ю; Юко завершает свой рассказ о событиях главы (первой и второй) и вспоминает, что ей нужно поговорить с Хиро, Кёсукэ и их друзьями. В конце разговора упоминается продолжение истории, Ef: The Latter Tale.
Первая глава
Протагонист первой главы, школьник Хиро Хироно является профессиональным мангакой несмотря на юный возраст. Из-за большого объёма работы он часто пропускает занятия в школе и тратит много времени на рисование сёдзё-манги; его псевдоним — Наги Синдо. Он настолько увлекается созданием манги, что теряет интерес к школе и концентрируется только на своей работе. Выполняя её, он надеется получить доход, так как не располагает большим количеством денег. Однажды в Рождественскую ночь мимо Хиро на мотоцикле проносится похититель, а вскоре появляется Мияко Миямура. Она без разрешения берёт велосипед Хиро и пускается в погоню за грабителем. В результате велосипед главного героя оказывается разбитым, а Мияко на одну ночь остаётся у него дома.
Позднее Хиро вновь встречает Мияко в школе и узнаёт, что она учится в параллельном классе; она тоже нечасто посещает школу, находя её скучной для себя. Мияко — энергичная, и в то же время неординарная личность. Она начинает проявлять интерес к Хиро, проводя много времени вместе с ним. Кэй Синдо, подруга детства Хиро, также испытывает чувства к Хиро, что способствует возникновению любовного треугольника между ними тремя. Кэй недовольна тем, что Хиро много времени проводит с  Мияко. В конце концов Хиро и Мияко становятся парой.
Вторая глава
Вторая глава начинается спустя несколько месяцев после окончания первой. Наступает лето, и новым главным героем становится Кёсукэ Цуцуми. Он учится в одном классе с Хиро, любит кинофильмы и постоянно носит с собой цифровую видеокамеру. В Рождественскую ночь он видит бегущую по улице Кэй и пытается сфотографировать её, однако из-за проехавшего мимо грузовика отчётливого снимка не получается. Думая о загадочной девушке, он в конечном итоге прекращает заниматься фильмами и расстаётся со своей девушкой.
Однажды, оказавшись рядом со спортзалом, Кёсукэ видит тренирующуюся Кэй и влюбляется в неё. Он желает, чтобы Кэй снялась в его фильме, который он планирует отправить на фестиваль. Постоянно думая о девушке, Кёсукэ решает сблизиться с ней, подружившись с Хиро — её давним другом. Кэй на год младше Хиро и ходит с ним в одну школу. Получив предложение сняться в фильме, Кэй поначалу отказывает Кёсукэ, но соглашается на просмотр его ранних работ. Не особо разбирающаяся в фильмах, она впоследствии проникается симпатией к его работе. Проведя много времени вместе, Кэй влюбляется в Кёсукэ, и они начинают встречаться.

### Ef: The Latter Tale
Пролог
История Ef: The Latter Tale начинается, когда Юко Амамия и Ю Химура встречаются в церкви в Рождество. Юко рассказывает Ю о том, какое влияние она оказала на людей из двух отдельных историй (из Ef: The First Tale), а затем просит его рассказать о людях, на которых повлиял он. Ю начинает рассказывать первую историю о Тихиро Синдо — так начинается третья глава. Как и Юко, Ю имеет способность неожиданно появляться из ниоткуда и также быстро исчезать. Он часто даёт Рэндзи советы и предупреждает о проблемах; также он близок к Тихиро и заботится о ней. По окончании третьей главы Ю завершает свой рассказ и начинает разговор о том, как он в прошлом расстался с Юко. Его рассказ описывает события четвёртой главы. После завершения четвёртой главы Юко и Ю начинают просто разговаривать о разных вещах. Вся история Ef: A Fairy Tale of the Two показывает связь между Юко и Ю.
Третья глава
Действие третьей главы начинается в зимнее время; протагонистом является Рэндзи Асо, наполовину японец, наполовину немец. Однажды он отправляется к заброшенной железнодорожной станции, расположенной в городе, о котором он много читал и представлял его себе как тихое и спокойное место. Он встречает одиноко сидящую девушку с повязкой на левом глазу по имени Тихиро Синдо. Тихиро — младшая сестра-близнец Кэй Синдо и главная героиня третьей главы. Несмотря на взаимную робость молодых людей, Рэндзи каждый день после школы приходит на станцию, чтобы увидеть Тихиро, и вскоре ему удаётся с ней подружиться. Позднее Рэндзи узнаёт, что Тихиро страдает антероградной амнезией и способна помнить только то, что произошло с ней за последние 13 часов. Однако она прекрасно помнит об аварии, ставшей причиной её недуга. Она носит с собой дневник, куда записывает события каждого дня, чтобы на следующий день после забвения узнать о том, что произошло с ней ранее. По иронии судьбы, она блестяще помнит обо всём, что происходило за последние 13 часов.
Рэйдзи узнаёт о том, что девушка мечтает написать фантастический роман, однако из-за своего состояния не способна этого сделать. Он сам любит читать романы и, поговорив о них с Тихиро, начинает помогать ей, чтобы её мечта смогла сбыться. В процессе работы над романом молодые люди сильно сближаются, и между ними завязываются любовные отношения. Когда основная часть романа оказывается написана, Рэндзи понимает, что произведение является аллегорией жизни Тихиро и отражает её взгляды на окружающий мир.
Четвёртая глава
Сюити Кудзэ — главный герой четвёртой главы, профессиональный скрипач. Некоторое время он учился в Германии и недавно вернулся домой. Кудзэ живёт по соседству с Рэндзи и дружит с ним, несмотря на их разницу в возрасте. Он также знаком с Ю Химурой и Тихиро, однако последняя его не помнит. Кудзэ знакомится с Мидзуки Хаямой, главной героиней четвёртой главы. Мидзуки с большим уважением относится к Кэй и состоит в её школьной баскетбольной команде. Ей нравится читать сёдзё-мангу. В общении она предпочитает быть откровенной, особенно с Кэй. Первоначально Мидзуки приехала в Отову к своему двоюродному брату Рэндзи и встретила Кудзэ. Кудзэ держит в тайне то, что умирает от тяжёлой формы невроза. Мидзуки узнаёт о его состоянии и пытается сблизиться с ним, однако он постоянно отвергает её. Мидзуки впадает в депрессию и находит дневник Тихиро. Прочитав его, она находит имя Ю и вспоминает о нём. Мидзуки идёт в церковь, чтобы найти Ю.

## Персонажи
Хиро Хироно (яп. 広野 紘 Хироно Хиро) — главный персонаж первой истории «Ef: The First Tale.». Художник, как и все остальные члены его семьи. В детстве у него не было друзей, однако, он повстречал Кэй, которая стала его подругой и пристрастила к сёдзё-манге. В итоге он сам стал рисовать сёдзё-мангу, но так как его отец считает мангу вульгарной, Хиро пришлось поселиться отдельно от него. В начале сюжета владеет ключом от крыши школы, полученным в наследство от сестры. Публикуется под псевдонимом «Наги Синдо», о чём знают только близкие люди. В его манге часто появляются подобные Мияко девушки, но сам он утверждает, что с его вкусами это никак не связано. Так как он лишь начинающий мангака, Хиро приходится работать ночи напролёт и пропускать школу. Встретив Мияко, он влюбился в неё и в конце первой истории окончательно бросил школу, чтобы посвятить свою жизнь манге. Свой ключ же передал Мияко.
Сэйю: Хиро Симоно
Мияко Миямура (яп. 宮村 みやこ Миямура Мияко) — девушка, посещающая параллельный с Хиро класс. Главная героиня первой истории «Ef: The First Tale.», эпизодически появляется во второй истории. В прошлом из-за конфликта между собой её родители полностью забросили дочь. В итоге они развелись, что стало для Мияко большим облегчением. Она пользуется популярностью у парней и имеет великолепные оценки и спортивные навыки. Однако, как и Хиро, она заядлая прогульщица и в общении с ним изображает дурочку. Встретив Хиро, влюбилась в него и в итоге стала его девушкой. Общаясь с Хиро, Мияко узнала от него множество секретов Кёсукэ и во второй истории «Ef: The First Tale.», шантажируя его полученной информацией, использует как мальчика на побегушках. В то же время она отдала ему ключ от крыши школы, полученный от Хиро.
Сэйю: Хироко Тагути
Кэй Синдо (яп. 新藤 景 Синдо: Кэй) — главная героиня обеих историй «Ef: The First Tale.». Талантливая баскетболистка, чьё поведение больше соответствует мальчику, а не девушке. Однако, физкультура — единственное, в чём она хороша, а все остальные предметы даются ей с трудом. Имеет привычку при малейшем раздражении пускать в ход кулаки, а в сильном раздражении может попытаться убить. Её готовка опасна для жизни, и один раз отравившись ей, Хиро поклялся больше никогда не ест приготовленную девушкой еду. Тем не менее, сама Кэй ужасности своей готовки не признает. Ввиду вышесказанного, Хиро с ужасом думает о том несчастном, кому не посчастливится стать супругом Кэй. В детстве, повстречав Хиро, Кэй не смогла оставить его одного и привела к себе домой. В итоге они стали друзьями, и Кэй прикладывала все усилия, чтобы всегда быть с ним, рассчитывая на то, что однажды он её полюбит. Так, она смогла выучиться достаточно хорошо, чтобы поступить в ту же школу, пыталась готовить для него и каждый день будила в школу. Однако Кэй не признавалась Хиро в своих чувствах до тех пор, пока тот не начал встречаться с Мияко. Впрочем, по мнению Кёсукэ, даже если бы Кэй начала встречаться с Хиро, на конечный итог это не повлияло бы. После того как Хиро начал встречаться с Мияко и Кэй поняла, что не может разрушить их союз, она бросила баскетбольный клуб. Тем не менее, она продолжила тренировки в то время, когда спортзал пустовал. Во время одной из таких тренировок она повстречала Кёсукэ, который предложил ей стать единственной героиней его фильма, на что Кэй в итоге согласилась. В итоге, хотя её чувства к Хиро остались неизменными, она полюбила и Кёсукэ.
Сэйю: Дзюнко Окада
Кёсукэ Цуцуми (яп. 堤 京介 Цуцуми Кё:сукэ) — согласно сюжету игры одноклассник Хиро, член кинокружка. Эпизодический персонаж первой истории «Ef: The First Tale.» и главный персонаж второй. В отличие от Хиро, не имеет никаких проблем со сном. Все, за что он берется, дается ему без каких либо значительных усилий. Пользуется успехом у девушек и поменял множество подружек. В первой истории беззастенчиво пользуется любовным треугольником, в который попал Хиро, принимая ставки на то, кого в итоге выберет его одноклассник. В конце первой истории Кёсукэ был вынужден бросить киноклуб, не сойдясь с другими членами во взглядах на то, как надо снимать фильмы. В начале второй истории он заметил Кэй и решил снять документальный фильм, целиком посвященный ей одной, так как её страдания были отличным материалом. Даже не рассматривая Кэй как девушку, пытается с ней флиртовать, что периодически заканчивается рукоприкладством. В итоге Кёсукэ понял, что влюблен в свою актрису. Он осознает, что изначально был для Кэй лишь способом убежать от одиночества, и что она по-прежнему сохранила чувства к Хиро, однако, все равно продолжает с ней встречаться.
Сэйю: Юки Тай
Тихиро Синдо (яп. 新藤 千尋 Синдо: Тихиро) — главная героиня первой аниме-адаптации «Ef: The First Tale.», позднее ставшая главной героиней первой части «Ef: The Latter Tale.», сестра-близнец Кэй. Четыре года назад её сбила машина, в результате чего она потеряла левый глаз и получила антероградную амнезию. Теперь её память может удерживать лишь события последних 13 часов. Как средство борьбы с этим она ведет дневник, который регулярно перечитывает. Со времен аварии у неё осталась мечта написать рассказ о девочке ставшей единственной выжившей после гибели всего человечества. Однако её болезнь не позволяет ей завершить работу. Однажды, на заброшенной станции, она встречает Рэндзи Асо, который предлагает ей помощь в работе над рассказом. Хотя в процессе написания рассказа она влюбилась в Рэндзи, в итоге она решила с ним расстаться и выбросила страницы дневника, соответствующие воспоминаниям о любимом. Тем не менее, Рэндзи собрал и вернул их. В игре же предвидя финал их отношений, Тихиро отдала свой дневник Рэндзи, оставив в нём запись о том, что если он все ещё хочет быть с ней и вернет ей её воспоминания, она вновь станет его девушкой. В отличие от аниме, в итоге она полностью забывает свои отношения с Рэндзи, но вновь начинает с ним встречаться.
Сэйю: Нацуми Янасэ
Рэндзи Асо (яп. 麻生 蓮治 Асо: Рэндзи) — главный персонаж первой аниме-адаптации «Ef: The First Tale.», позднее ставший главным героем первой части «Ef: The Latter Tale.». Наполовину японец, наполовину немец. Любит книги всех жанров и ему плохо удается заводить друзей. Ныне он часто приходит на заброшенную железнодорожную станцию и в один из дней встречает там Тихиро, в которую влюбляется с первого взгляда. Зная о том, что Тихиро мечтает написать рассказ, и желая сделать её счастливой, он предложил ей свою помощь в создании повести. В ходе создания рассказа он и Тихиро стали любовниками, и хотя в итоге Тихиро решила забыть его, он смог заставить её изменить своё решение. Сюжет игры дополняет биографию Рэндзи тем, что его первой любовью была его кузина, Мидзуки Хаяма. Хотя она не умела плавать, Рэндзи и Мидзуки часто играли у моря. В итоге, во время одной из таких игр Мидзуки утонула. Также в игре отличается развязка отношений Рэндзи с Тихиро. Если в аниме Рэндзи возвращает Тихиро выброшенные страницы дневника с воспоминаниями о нём, то в игре он оставляет полученный от Тихиро дневник при себе. Вместо дневника он приносит свою версию истории о девочке выжившей после гибели человечества и начинает отношения с Тихиро с нуля.
Сэйю: Мотоки Такаги
Мики (яп. 未来 Мики) — главная героиня второй части «Ef: The Latter Tale.», также появляется в «Ef: The First Tale.». В прошлом её отец и мать совершили самоубийство, утопив свою машину вместе с собой и дочерью в океане. Тем не менее, Мики удалось спастись. После того как кузина Рэндзи, Мидзуки Хаяма (яп. 羽山 水姫 Хаяма Мидзуки) утонула в море, Мики взяли в семейство Хаяма как приемную дочь. Так как её приемная мать хотела любить её как родного ребёнка, она сменила имя «Мики» на Мидзуки (яп. ミズキ Мидзуки), которое произносится так же, как имя покойной, но пишется катаканой. На момент начала сюжета Мики — поклонница творчества Синдо Наги, однако не знает его истинной личности. Она является лесбиянкой, проявляющей неприкрытый интерес к обеим сестрам Синдо. Однако не заходит дальше фантазий о нападении на спящую Тихиро или попыток купить копию фильма с участием Кэй. Выпив даже небольшое количество алкоголя, начисто забывает последующие события. О том, чем именно она занималась напившись, окружающие предпочитают ей не рассказывать. В начале второй части «Ef: The Latter Tale.», Мики, приехавшую навестить Рэндзи, оставляют на попечение Сюити. Проводя с ним время, Мики быстро влюбляется в него.
В отличие от игры, в аниме отсутствует описание родителей Мики и не упоминается утонувшей Мидзуки.
Сэйю: Май Гото
Сюити Кудзэ (яп. 久瀬 修一 Кудзэ Сю:ити) — главный герой второй части «Ef: The Latter Tale.». Со школы дружит с Ю. Старший сын семейства, владеющего крупной компанией. Однако, лишен наследства так как вместо того, чтобы как положено старшему сыну наследовать семейное дело, предпочел стать скрипачом. Несмотря на свой талант к музыке, он был вынужден бросить скрипку в связи с сердечным заболеванием. Понимая, что стоит одной ногой в могиле, старается не заводить ни с кем близких отношений. В начале второй части «Ef: The Latter Tale.» становится временным опекуном Мики, которая к его неудовольствию быстро влюбляется в него.
Сэйю: Кэндзи Хамада
Юко Амамия (яп. 雨宮 優子 Амамия Ю:ко) — согласно сюжету игры, возлюбленная Ю. Часто появляется в церкви, ожидая кого-то. Однако сама не может вспомнить кого именно. Лишь после встречи с Ю память возвращается к ней. Независимо от времени года и погоды, всегда одета в теплую, монашескую одежду. Однако утверждает, что не является ни сестрой, ни консультантом. Персонажи часто встречают её в городе и церкви, и она знакома с многими из них. Однако никто не знает о ней ничего, кроме имени. Тем не менее, Мияко утверждает, что в старых газетах упоминается некий громкий инцидент, связанный с Юко, о котором все горожане почему-то забыли. Юко утверждает, что старше Хиро, однако уклоняется от вопросов о её реальном возрасте и дает туманные ответы, если её спросить, где она работает.
Сэйю: Юмико Накадзима
Ю Химура (яп. 火村 夕 Химура Ю:) — возлюбленный Юко. Как и в случае Юко, его часто можно встретить в церкви, никто не знает о нём ничего, а сам он дает столь же туманные ответы о себе, как и его возлюбленная. Выступает опекуном Тихиро. В юности, после потери семьи при землетрясении, он решает жить только для себя, и только встреча со старой любовью заставляет его пересмотреть свои взгляды.
Сэйю: Коити Тотика

## Разработка
Работа над проектом Ef началась в 2004 году; возглавлял проект Нобукадзу Сакай, главный продюсер компании Minori. Руководителем проекта был Микагэ; он также занимался созданием сценария совместно с Ю Кагами. Созданием дизайна персонажей занимались два человека: Нару Нанао (рисование женских персонажей) и 2C Galore (рисование мужских персонажей). Открывающая видеозаставка была создана совместными усилиями анимационной студии Ajia-do Animation Works и Макото Синкая. Музыка к игре была создана Тэммоном при поддержке Эйитиро Янаги.

### История выпуска
Фан-диск под названием Ef: First Fan Disc, предназначенный для персонального компьютера, впервые появился на Комикете 72, проводимом с 11 по 13 августа 2007 года; 25 августа того же года диск поступил в продажу. В отличие от оригинальной игры, эта версия не содержала в себе эротического контента, а также была значительно короче оригинала. Визуальный роман Ef: The First Tale был выпущен 22 декабря 2006 года как игра для взрослых. Вторая игра Ef: The Latter Tale вышла 30 мая 2008 года. Демонстрационная версия игры Ef: The First Tale была доступна для скачивания на сайте Getchu.com. Второй фан-диск Ef: Second Fan Mix, представляющий собой анонс оригинальной Ef: The Latter Tale, появился на Комикете 73 29 декабря 2007 года; в продажу диск поступил к 8 февраля 2008 года. Версия романа, сочетающая в себе The First Tale и The Latter Tale, была выпущена 29 апреля 2010 года компанией Comfort для приставки PlayStation 2. Ещё один фан-диск под названием Tenshi no Nichiyōbi "Ef: A Fairy Tale of the Two" Pleasurable Box. (яп. 天使の日曜日 "ef - a fairy tale of the two" Pleasurable Box.) вышел в свет 17 сентября 2010 года.

## Адаптации

### Манга
Манга-адаптация под названием Ef: A Fairy Tale of the Two впервые появилась на страницах апрельского номера сёнэн-журнала Dengeki Comic Gao!, издаваемого компанией MediaWorks. Публикация манги в Dengeki Comic Gao! завершилась в апреле 2008 года (всего было выпущено 35 глав), но возобновилась в июне 2008 года в печатном издании Dengeki Daioh. Сюжет манги был написан Микагэ и Ю Кагами — авторами сценария компании Minori; а сама манга была проиллюстрирована Дзюри Мияби. К 26 июня 2010 года издательством ASCII Media Works было опубликовано 9 танкобонов в импринте Dengeki Comics.

### Лайт-новел
Серия из 24 коротких отдельных историй, выполненных в формате лайт-новел, публиковалась под заглавием Ef: A Fairy Tale of the Two Another Tale в журнале Comptiq издательства Kadokawa Shoten в период между июлем 2006 года и июлем 2008 года. Сюжеты были написаны авторским коллективом, создававшим оригинальные игры и мангу, иллюстрации были созданы Нару Нанао, 2C Galore и Мицуиси Сёной. Главы Another Tale 27 февраля 2009 года были выпущены одним томом под названием Another Tales. Два других романа лайт-новел под общим названием Ef: A Fairy Tale of the Two были опубликованы Fujimi Shobo 25 октября 2007 года. Оба были написаны Ю Кагами и проиллюстрированы Кинусой Симоцуки. Первый роман представляет собой новеллизацию сюжетной линии Мияко, а сюжет второго разворачивается вокруг Кэй.

### Радиопостановки
По мотивам Ef: A Fairy Tale of the Two были созданы две интернет-радиопостановки Ef: A Fairy Tale of the Two. Первая из них называлась Omoshiro Minori Hōsōkyoku (яп. おもしろミノリ放送局) и транслировалась в период с 13 октября 2006 года по 1 июня 2007 года каждую пятницу при поддержке компаний Onsen, Cospa и Minori. Программа включала в себя 33 эпизода и предназначалась для рекламирования оригинальных визуальных романов. Поэтому в неё вошли новости о сериале и обсуждения обоих визуальных романов. Вторая радиопостановка вышла в эфир 8 июня 2007 года и называлась Yumiko & Yūna no Ef Memo Radio (яп. ゆみこ&ゆうなのえふメモらじお). Она предназначалась для продвижения аниме-сериала и включала в себя сообщения об аниме и связанной продукции (музыкальные CD-диски и DVD).

### Drama CD
Серия из четырёх аудиопьес выпускалась компанией Frontier Works с октября 2006 года по апрель 2007 года. Также было создано два специальных выпуска, первый из которых вышел 21 ноября 2007 года, а второй — 1 января 2008 года. К специальным выпускам прилагался список исполнителей. В аудиопьесе участвовали те же сэйю, которые озвучивали женских персонажей в играх и аниме. Мужские же персонажи были озвучены новыми актёрами; Хиро был озвучен Такаси Сёманом, а Кёсукэ — Сё Сироки.

### Аниме
24 августа 2007 года на DVD был выпущен короткий пролог аниме-сериала Ef. Пролог являлся тизером, где были представлены персонажи и показано несколько конфликтов из сериала. Само аниме под названием Ef: A Tale of Memories, состоящее из 12-ти серий, демонстрировалось по каналу Chiba TV с 7 октября по 22 декабря 2007 года. Сериал был создан компанией Shaft, режиссёром выступил Син Онума. Хотя сценарий к игре Ef: The Latter Tale ко времени начала работы над аниме был завершён, чтобы избежать излишних пересечений с оригиналом, Син Омура не читал его. Однако Кацухико Такаяма, работавшая над созданием сцен для аниме, всё же воспользовалась сценарием второй игры. Каждая серия завершается показом неподвижного изображения. Сериал был выпущен в ограниченных и регулярных изданиях на 6-ти DVD-дисках (по 2 серии на каждый). Первый DVD-диск вышел 7 декабря 2007 года, последний — 9 мая 2008 года. Второй сезон аниме Ef: A Tale of Melodies, также состоящий из 12-ти серий, транслировался в Японии с 7 октября по 22 декабря 2008 года. Компанией Sentai Filmworks была приобретена лицензия на аниме. Бокс-сет с сериалом Ef: A Tale of Memories в английском дубляже был выпущен 31 января 2012 года в Северной Америке.

#### Список серий аниме
Ef: A Tale of Memories/Эф — история воспоминаний:
| 0 | Пролог «Prologue»                               |  |
| Коллаж из трёх серий, повторяющий ряд сцен из оригинальной игры, но отсутствующих в аниме: встречи Мияко с Хироно, несущего Кэй, и Рэндзи с Тихиро. Часть реплик сменила хозяев (в аниме именно Кэй говорит, что «Я всегда буду рядом с Хиро-куном», а не Мияко). |                                                 |  |
| 1 | Сочельник «Eve»                                 |  |
| В поисках вдохновения Хиро Хироно отправляется в канун Рождества в церковь Отова. Там он встречает загадочную девушку. Позднее, ещё одна девушка заимствует его велосипед. В погоне за ней Хироно упускает время и отказывается от вечеринки у подруги детства Кэй Синдо. Асо Рэндзи, по обыкновению, решивший провести время на заброшенной станции, встречает Синдо Тихиро. |                                                 |  |
| 2 | Спустя время «Upon a Time»                      |  |
| Предстоящее будущее. Спустя время на крыше школы Хироно встречает свою рождественскую знакомую. Рэндзи и Тихиро обмениваются желаниями о будущем, а при следующей встречи Тихиро открывает ему свою тайну. |                                                 |  |
| 3 | Парадокс «Paradox»                              |  |
| Пройден путь, а теперь куда идти дальше? Тихоро рассказывает Рэндзи свои мысли о жизни. Рэндзи проводит время в размышлениях о них. Цель Рэндзи — воплотить мечту Тихоро — написать рассказ. Конец месяца Хироно. Мияко находит Хироно, ревнует Кэй, Кэй взаимна. Цель Кёсукэ – снять мечту.                                                                                  |                                                 |  |
| 4 | Искренность «Honesty»                           |  |
| А какая твоя мечта детства? Рэндзи говорит Тихиро, что хочет ей помочь написать, а она – что это «история о девочке, которая единственная выжила после крушения мира». Кэй собирается отнести приготовленный ею обед Хироно. Мияко пробралась к нему, приготовила обед. Кэй застаёт Мияко, кормящую Хироно. Кёсукэе ищет что хочет снять, но всё не то, а Кэй всё ускользает. |                                                 |  |
| 5 | Черновик «Outline»                              |  |
| Пора принимать решительные действия. Кёсукэ нашёл мечту для снимка – Кэй. Кэй опекает Хироно – серьёзный разговор с Мияко. Тихоро начинает писать рассказ об одинокой девочке. |                                                 |  |
| 6 | Дождь «Rain»                                    |  |
| 7 | Я… «I…»                                         |  |
| 8 | Чистый цвет «Clear Colour»                      |  |
| 9 | Меня не забудь «Forget Me Not»                  |  |
| 10 | Я здесь «I'm Here»                              |  |
| 11 | Раз и навсегда «Ever Forever»                   |  |
| 12 | Любовь — Раздумье — Воспоминание «Love — Dream» |  |

Ef: A Tale of Melodies/Эф — история мелодий:
| 0                                        | Пролог «Prologue»            |  |
| Пролог. Кадры из «Эф — истории мелодий». |                              |  |
| 1                                        | Всегда «Ever»                |  |
| 2                                        | Чтение «Read»                |  |
| 3                                        | Единение «Union»             |  |
| 4                                        | Поворот «Turn»               |  |
| 5                                        | Молва «Utter»                |  |
| 6                                        | Действие «Flection»          |  |
| 7                                        | Противодействие «Reflection» |  |
| 8                                        | Пересказ «Reutter»           |  |
| 9                                        | Возвращение «Return»         |  |
| 10                                       | Воссоединение «Reunion»      |  |
| 11                                       | Перечтение «Reread»          |  |
| 12                                       | Навсегда «Forever»           |  |

## Музыка
Открывающая композиция игры Ef: The First Tale называется «Yūkyū no Tsubasa» (яп. 悠久の翼, англ. «Eternal Feather») (исполняют Тэммон и Elisa). Песня была выпущена 27 октября 2006 года как макси-сингл под названием «Eternal Feather». В игре Ef: The Latter Tale открывающая тема называется «Emotional Flutter», а закрывающая — «Ever Forever»; сингл с обеими песнями вышел 11 апреля 2008 года. Оригинальный саундтрек визуального романа Ef: A Fairy Tale of the Two, состоящий из трёх CD-дисков, был выпущен 27 февраля 2009 года под названием «Alato».
Открывающая тема аниме Ef: A Tale of Memories, впервые появляющаяся в третьей серии — английская версия песни «Euphoric Field». В первой серии в качестве открывающей композиции используется фоновая музыка, во второй и десятой сериях открывающая тема отсутствует; кроме того, английская версия «Euphoric Field» звучит в конце второй серии аниме. Японская версия «Euphoric Field» звучит в открывающей заставке 12-й серии. Сингл «Euphoric Field» был выпущен 24 октября 2007 года компанией Geneon. Первая закрывающая композиция «I'm here» была исполнена Хироко Тагути; песня звучит в первой, третьей, седьмой и десятой сериях. Соответствующий сингл вышел 24 октября 2007 года (одновременно с «Euphoric Field»). Вторая закрывающая тема, «Kizamu Kisetsu» (яп. 刻む季節, англ. «Carving Season»), была исполнена Дзюнко Окадой и прозвучала в четвёртой, пятой и девятой сериях; сингл, названный «Vivace by Kei Shindo», был выпущен 21 ноября 2007 года. Третья закрывающая тема «Sora no Yume» (яп. 空の夢, англ. «Sky's Dream») в исполнении Нацуми Янасэ звучала в шестой, восьмой и одиннадцатой сериях; сингл под названием «Andante by Chihiro Shindo» вышел 21 декабря 2007 года. Ремикс открывающей композиции визуального романа под названием «Yūkyū no Tsubasa 07.mix» (яп. 悠久の翼 07.mix, англ. «Eternal Feather 07.mix») в исполнении Юмико Накадзимы был использован в закрывающей заставке 12-й серии; сингл был выпущен 26 сентября 2008 года. Первый оригинальный саундтрек аниме под названием «Espressivo» был выпущен 8 февраля 2008 года, второй саундтрек («Fortissimo») — 2 апреля 2008 года.
Открывающая тема второго сезона аниме Ef: A Tale of Melodies — английская версия песни «Ebullient Future». В десятой серии эта песня звучит не в открывающей заставке, а в конце. В 12-й серии звучит японская версия этой же песни. Первая закрывающая композиция под названием «Egao no Chikara» (яп. 笑顔のチカラ, англ. «Strength of Smiles») в исполнении Май Гото встречается в сериях со второй по пятую, а также в седьмой и в одиннадцатой. Вторая закрывающая тема «Negai no Kakera» (яп. 願いのカケラ, англ. «Pieces of Wish») в исполнении Юмико Накадзимы звучит в шестой, восьмой и девятой сериях. Песня «A moon filled sky.» звучит в конце одиннадцатой серии, где также появилась новая версия открывающей композиции первого сезона аниме. В 12-й серии звучит песня «Ever Forever OG.mix», исполненная сэйю, которые озвучили основных женских персонажей. Синглы «Ebullient Future» и «Egao no Chikara» (позднее названные «Fermata by Mizuki Hayama») были выпущены 5 ноября 2008 года. Сингл «Negai no Kakera», названный «Fine by Yuko Amamiya», вышел 26 ноября 2008 года. Первый оригинальный саундтрек сериала «Elegia» был выпущен 26 декабря 2008 года, второй саундтрек «Felice» — 27 февраля 2009 года.

## Восприятие критикой
В 2007 году в октябрьском номере журнала Dengeki G's Magazine был опубликован список лучших бисёдзё-игр. Среди 249 названий игра Ef: A Fairy Tale of the Two оказалась на 23-м месте, получив 11 голосов и оказавшись рядом с играми Muv-Luv Alternative и Snow. Первая игра Ef: The First Tale по версии сайта Getchu.com имела самый высокий уровень продаж в декабре 2006 года, однако в следующем месяце опустилась до 19-го места. Также Ef: The First Tale была четвёртой наиболее продаваемой игрой 2006 года, хотя и вышла в самом его конце. 25 января 2007 года в японском игровом журнале PC News появилась информация о том, что визуальный роман Ef: The First Tale занял пятое место как один из лидеров продаж 2006 года; общее количество проданных экземпляров составило 40 843. В списке национальных продаж бисёдзё-игр в Японии игра Ef: The First Tale впервые появилась на втором месте, а затем оказывалась на пятом и 32-м местах. С середины апреля по середину мая 2008 года роман Ef: The Latter Tale получил четвёртое место в списке лидеров по предварительным заказам в Японии. В мае 2008 года игра заняла первое место как лидер продаж компьютерных игр в Японии, а в следующем месяце имела уже 30-е место.
Серия Ef, охватывающая и игры и аниме-адаптацию, стала единственным проектом компании Minori, которому был посвящён отдельный выпуск в Dengeki G's Festival! Deluxe — специальном издании журнала Dengeki G's Magazine; выпуск был опубликован 30 ноября 2007 года. В номере содержалась информация, касающаяся Ef: A Fairy Tale of the Two и Ef: A Tale of Memories, а помимо этого в комплекте поставлялись компактный коврик для мыши, очиститель для мобильного телефона и ID-карта.